# Weltmeisterschaften der Rhythmischen Sportgymnastik 2025
Die Weltmeisterschaften der Rhythmischen Sportgymnastik 2025 werden vom 20. bis 24. August in Rio de Janeiro, Brasilien ausgetragen. Austragungsort der Wettkämpfe ist die Arena Carioca 1.

## Ergebnisse

### Seniorinnen
| Disziplin           | Gold | Silber | Bronze |
| ------------------- | ---- | ------ | ------ |
| Mannschaft          |      |        |        |
| Einzelfinals        |      |        |        |
| Mehrkampf           |      |        |        |
| Reifen              |      |        |        |
| Ball                |      |        |        |
| Keulen              |      |        |        |
| Band                |      |        |        |
| Gruppenfinals       |      |        |        |
| Mehrkampf           |      |        |        |
| 5 Bänder            |      |        |        |
| 3 Bänder & 2 Reifen |      |        |        |

## Medaillenspiegel
| Platz  | Land   | Gold | Silber | Bronze | Gesamt |
| ------ | ------ | ---- | ------ | ------ | ------ |
| 1      |        | –    | –      | –      | 0      |
| 2      |        | –    | –      | –      | 0      |
| 3      |        | –    | –      | –      | 0      |
| 4      |        | –    | –      | –      | 0      |
| 5      |        | –    | –      | –      | 0      |
| 6      |        | –    | –      | –      | 0      |
| 7      |        | –    | –      | –      | 0      |
| Gesamt | Gesamt | 0    | 0      | 0      | 0      |